# واحد مشاهده
در آمار، واحد مشاهده واحدی است که توسط داده‌های تحلیلی توصیف می‌شود. مطالعه‌ای ممکن است گروه‌ها را به عنوان واحد مشاهده و کشوری را به عنوان واحد تحلیل در نظر گرفته، نتیجه‌گیری در مورد ویژگی‌های گروه از روی داده‌های جمع‌آوری‌شده در سطح ملی انجام دهد. به‌عنوان‌مثال، در مطالعه تقاضا برای پول، واحد مشاهده ممکن است به‌صورت فردی انتخاب شود، در مشاهدات مختلف (نقاط داده) در مورد اینکه به کدام فرد اشاره می‌کنند، نظر به زمان متفاوت است.